# Wydział
Wydział – komórka organizacyjna urzędu organu władzy publicznej albo biura innej instytucji, wyodrębniona ze względu na zakres działania (innymi niż wydział komórkami organizacyjnymi są referat, zespół, stanowiska wieloosobowe, stanowisko jednoosobowe), np. Wydział Finansowy, Wydział Organizacyjny.